# North American Soccer League Indoor 1981-1982
L'edizione indoor 1981-1982 della NASL vide un drastico ridimensionamento rispetto all'edizione precedente, in quanto molte squadre risentirono del clima di crisi economica incombente sulla Lega nordamericana. Rispetto alle 19 del 1980/81, infatti, parteciparono 13 squadre, un terzo in meno. Il trofeo andò ai San Diego Sockers, mai vincitori durante la stagione all'aperto.

## Squadre partecipanti
- AMERICAN CONFERENCE
  - East Division: N.Y. Cosmos, Jacksonville Tea Men, Montréal Manic, Toronto Blizzard
  - Central Division: Chicago Sting, T.B. Rowdies, Tulsa Roughnecks
- NATIONAL CONFERENCE
  - West Division: Portland Timbers, San Diego Sockers, S.J. Earthquakes
  - Northwest Division: Edmonton Drillers, Seattle Sounders, Vancouver Whitecaps

## Classifiche

### Regular Season

#### American Conference

##### East Division
|  | Squadra              | G  | V | P  | GF  | GS  | ‰   |
|  | -------------------- | -- | - | -- | --- | --- | --- |
|  | Montréal Manic       | 18 | 9 | 9  | 93  | 97  | 500 |
|  | Toronto Blizzard     | 18 | 8 | 10 | 86  | 96  | 444 |
|  | Jacksonville Tea Men | 18 | 7 | 11 | 86  | 106 | 389 |
|  | N.Y. Cosmos          | 18 | 6 | 12 | 102 | 123 | 333 |

##### Central Division
|  | Squadra          | G  | V  | P | GF  | GS  | ‰   |
|  | ---------------- | -- | -- | - | --- | --- | --- |
|  | Chicago Sting    | 18 | 12 | 6 | 139 | 117 | 667 |
|  | T.B. Rowdies     | 18 | 11 | 7 | 121 | 113 | 611 |
|  | Tulsa Roughnecks | 18 | 10 | 8 | 128 | 103 | 556 |

#### National Conference

##### West Division
|  | Squadra           | G  | V  | P  | GF  | GS  | ‰   |
|  | ----------------- | -- | -- | -- | --- | --- | --- |
|  | San Diego Sockers | 18 | 10 | 8  | 147 | 110 | 556 |
|  | Portland Timbers  | 18 | 7  | 11 | 86  | 103 | 389 |
|  | S.J. Earthquakes  | 18 | 5  | 13 | 83  | 141 | 278 |

##### Northwest Division
|  | Squadra             | G  | V  | P | GF  | GS | ‰   |
|  | ------------------- | -- | -- | - | --- | -- | --- |
|  | Edmonton Drillers   | 18 | 13 | 5 | 133 | 91 | 722 |
|  | Vancouver Whitecaps | 18 | 10 | 8 | 93  | 94 | 556 |
|  | Seattle Sounders    | 18 | 9  | 9 | 95  | 97 | 500 |

### Quarti di finale
|                   |   |                     | Gara 1 | Gara 2 | Gara 3 |  |
| Edmonton Drillers | - | Seattle Sounders    | 8 - 6  | 12 - 4 |        |  |
| San Diego Sockers | - | Vancouver Whitecaps | 4 - 3  | 8 - 4  |        |  |
| T.B. Rowdies      | - | Montréal Manic      | 8 - 7  | 2 - 3  | 2 - 1  |  |
| Tulsa Roughnecks  | - | Chicago Sting       | 5 - 4  | 6 - 7  | 3 - 1  |  |

### Semifinali
|                   |   |                   | Gara 1 | Gara 2 | Gara 3 |  |
| San Diego Sockers | - | Edmonton Drillers | 8 - 2  | 12 - 3 |        |  |
| T.B. Rowdies      | - | Tulsa Roughnecks  | 5 - 4  | 3 - 4  | 1 - 0  |  |

### Finale
|                   |   |              | Gara 1 | Gara 2 | Gara 3 |  |
| San Diego Sockers | - | T.B. Rowdies | 9 - 7  | 10 - 5 |        |  |